# Smittina kukuiula
Smittina kukuiula är en mossdjursart som beskrevs av Jacqueline A. Soule 1973. Smittina kukuiula ingår i släktet Smittina och familjen Smittinidae. Inga underarter finns listade i Catalogue of Life.